# Torneo Apertura 2009 (Colombia)
El Torneo Apertura 2009 fue la sexagésima novena edición de la Categoría Primera A de fútbol profesional colombiano, siendo el primer torneo de la temporada 2009. Comenzó a disputarse el 7 de febrero y culminó el 28 de junio. El campeón del torneo fue el Once Caldas que derrotó en la final con marcador global de 5-2 al Junior de Barranquilla.

## Novedades
El sorteo del calendario de partidos para la fase todos contra todos fue el 21 de enero de 2009. Por otra parte, a partir de este torneo habrá sorteo para definir los enfrentamientos de los cuadrangulares semifinales, quedando cabeza de series los dos primeros de la fase inicial del torneo. Otra novedad será el uso de intercomunicadores por parte de los árbitros en el terreno de juego.
En cuanto a las nóminas de los equipos, en la formación titular debe alinearse un futbolista menor de 18 años, es decir, que haya nacido a partir del 1 de enero de 1991, con el fin de darle minutos de juego a futbolistas elegibles para representar a la Selección Colombia que será anfitriona de la Copa Mundial de Fútbol Sub-20 de 2011.

### Patrocinio
El torneo, denominado oficialmente Copa Mustang 2009-I por motivos comerciales con la firma tabacalera Protabaco, deberá dejar de usar ese nombre debido a la ley antitabaco aprobada en el Congreso de la República. La norma, impulsada por la congresista Dilian Francisca Toro pone a tambalear el futuro del campeonato. Posteriormente, luego que la norma pasara por las comisiones de conciliación de congreso, se acordó darle dos años de plazo a la División Mayor del Fútbol Colombiano para que consiga nuevos patrocinadores del Fútbol colombiano.

### Sistema de juego
En la primera etapa se juegan 18 fechas bajo el sistema de todos contra todos, al término de los cuales los ocho primeros clasificados avanzan a los cuadrangulares semifinales. Allí los ocho equipos se dividen en dos grupos definidos por sorteo. Los ganadores de cada grupo se enfrentan en junio para decidir al campeón del torneo, que obtendrá un cupo en la fase de grupos de la Copa Libertadores 2010.

## Equipos participantes

### Relevo anual de clubes
| Ascendido a la Primera A                      |
| --------------------------------------------- |
| Real Cartagena (Campeón de la Primera B 2008) |

| Descendido a la Primera B                                      |
| -------------------------------------------------------------- |
| Atlético Bucaramanga (Peor promedio acumulado en la Primera A) |

### Datos de los clubes
| Equipo                 | Entrenador             | Ciudad       | Estadio                        | Capacidad |
| ---------------------- | ---------------------- | ------------ | ------------------------------ | --------- |
| América de Cali        | Diego Edison Umaña     | Cali         | Olímpico Pascual Guerrero      | 45.195    |
| Atlético Huila         | Guillermo Berrío       | Neiva        | Guillermo Plazas Alcid         | 27.000    |
| Atlético Nacional      | José Fernando Santa    | Medellín     | Atanasio Girardot              | 53.000    |
| Boyacá Chicó           | Alberto Gamero         | Tunja        | La Independencia               | 20.000    |
| Cúcuta Deportivo       | Jorge Luis Pinto       | Cúcuta       | General Santander              | 45.000    |
| Deportes Quindío       | Néstor Otero           | Armenia      | Centenario                     | 29.000    |
| Deportes Tolima        | Hernán Torres          | Ibagué       | Manuel Murillo Toro            | 31.000    |
| Deportivo Cali         | José Eugenio Hernández | Cali         | Olímpico Pascual Guerrero      | 45.195    |
| Deportivo Pasto        | Jorge Luis Bernal      | Pasto        | Departamental Libertad         | 27.380    |
| Deportivo Pereira      | Pedro Sarmiento        | Pereira      | Hernán Ramírez Villegas        | 30.313    |
| Envigado F. C.         | Óscar Aristizábal      | Envigado     | Polideportivo Sur              | 12.000    |
| Independiente Medellín | Santiago Escobar       | Medellín     | Atanasio Girardot              | 53.000    |
| Junior                 | Julio Avelino Comesaña | Barranquilla | Metropolitano Roberto Meléndez | 60.000    |
| La Equidad             | Alexis García          | Bogotá       | Metropolitano de Techo         | 4.000     |
| Millonarios            | Nilton Bernal          | Bogotá       | Nemesio Camacho El Campín      | 46.018    |
| Once Caldas            | Javier Álvarez         | Manizales    | Palogrande                     | 42.553    |
| Real Cartagena         | Hubert Bodhert         | Cartagena    | Olímpico Jaime Morón León      | 25.000    |
| Independiente Santa Fe | Heriberto Niño         | Bogotá       | Nemesio Camacho El Campín      | 46.018    |

## Cambios de entrenadores
| Club              | Entrenador destituido   | Fecha de salida | Reemplazado por         | Fecha de llegada |
| ----------------- | ----------------------- | --------------- | ----------------------- | ---------------- |
| Atlético Huila    | Miguel Augusto Prince   | 19 de marzo     | Guillermo Berrío        | 20 de marzo      |
| Deportivo Pasto   | Bernardo Redín          | 23 de marzo     | Jorge Luis Bernal       | 1 de mayo        |
| Atlético Nacional | Luis Fernando Suárez    | 22 de abril     | José Fernando Santa (E) | 22 de abril      |
| Millonarios       | Oscar Héctor Quintabani | 30 de abril     | Nilton Bernal (E)       | 1 de mayo        |
| Santa Fe          | Hernán Darío Gómez      | 3 de mayo       | Heriberto Niño (E)      | 3 de mayo        |

*(E) = Encargado hasta el final del torneo.

## Todos contra todos

### Clasificación
- Tabla de posiciones actualizada el 17 de mayo de 2009.

| Pos | Equipo                 | Pts | PJ | G  | E | P  | GF | GC | Dif |
| --- | ---------------------- | --- | -- | -- | - | -- | -- | -- | --- |
| 1.  | Deportes Tolima        | 32  | 18 | 10 | 2 | 6  | 21 | 16 | 5   |
| 2.  | Junior                 | 31  | 18 | 9  | 4 | 5  | 30 | 18 | 12  |
| 3.  | Cúcuta Deportivo       | 31  | 18 | 9  | 4 | 5  | 16 | 14 | 2   |
| 4.  | Boyacá Chicó           | 30  | 18 | 8  | 6 | 4  | 24 | 22 | 2   |
| 5.  | Deportivo Cali         | 29  | 18 | 8  | 5 | 5  | 23 | 17 | 6   |
| 6.  | La Equidad             | 29  | 18 | 8  | 5 | 5  | 20 | 18 | 2   |
| 7.  | Envigado F. C.         | 29  | 18 | 8  | 5 | 5  | 22 | 24 | -2  |
| 8.  | Once Caldas            | 28  | 18 | 7  | 7 | 4  | 23 | 14 | 9   |
| 9.  | Deportes Quindío       | 25  | 18 | 7  | 4 | 7  | 23 | 23 | 0   |
| 10. | Real Cartagena         | 25  | 18 | 7  | 4 | 7  | 23 | 24 | -1  |
| 11. | América de Cali        | 24  | 18 | 7  | 3 | 8  | 24 | 21 | 3   |
| 12. | Deportivo Pereira      | 24  | 18 | 7  | 3 | 8  | 26 | 25 | 1   |
| 13. | Atlético Huila         | 24  | 18 | 7  | 3 | 8  | 21 | 26 | -5  |
| 14. | Independiente Santa Fe | 21  | 18 | 5  | 6 | 7  | 20 | 25 | -5  |
| 15. | Millonarios            | 17  | 18 | 3  | 8 | 7  | 16 | 20 | -4  |
| 16. | Deportivo Pasto        | 17  | 18 | 4  | 5 | 9  | 12 | 17 | -5  |
| 17. | Atlético Nacional      | 16  | 18 | 3  | 7 | 8  | 16 | 25 | -9  |
| 18. | Independiente Medellín | 11  | 18 | 2  | 5 | 11 | 18 | 29 | -11 |

 Pts=Puntos; PJ=Partidos jugados; G=Partidos ganados; E=Partidos empatados; P=Partidos perdidos; GF=Goles a favor; GC=Goles en contra; DIF=Diferencia de gol
|  | Clasificado para los cuadrangulares semifinales. |
|  | Eliminado.                                       |

### Resultados
- Los horarios corresponden a la hora de Colombia (UTC-5)

| Fecha 1 - 6 al 8 de febrero de 2009 | Fecha 1 - 6 al 8 de febrero de 2009 | Fecha 1 - 6 al 8 de febrero de 2009 | Fecha 1 - 6 al 8 de febrero de 2009 | Fecha 1 - 6 al 8 de febrero de 2009 |
| Día                                 | Hora                                | Equipo local                        | Resultado                           | Equipo visitante                    |
| ----------------------------------- | ----------------------------------- | ----------------------------------- | ----------------------------------- | ----------------------------------- |
| vie                                 | 19:30                               | América de Cali                     | 2 - 1                               | Cúcuta                              |
| sab                                 | 15:30                               | Huila                               | 0 - 1                               | Boyacá Chicó                        |
| sab                                 | 18:20                               | Junior                              | 2 - 1                               | Millonarios                         |
| dom                                 | 15:30                               | Medellín                            | 1 - 1                               | Pasto                               |
| dom                                 | 15:30                               | Envigado                            | 3 - 3                               | Deportivo Cali                      |
| dom                                 | 15:30                               | La Equidad                          | 1 - 0                               | Atlético Nacional                   |
| dom                                 | 15:30                               | Quindío                             | 1 - 1                               | Tolima                              |
| dom                                 | 15:30                               | Pereira                             | 0 - 1                               | Once Caldas                         |
| dom                                 | 17:00                               | Santa Fe                            | 1 - 0                               | Cartagena                           |

| Fecha 2 - 13 al 15 de febrero de 2009 | Fecha 2 - 13 al 15 de febrero de 2009 | Fecha 2 - 13 al 15 de febrero de 2009 | Fecha 2 - 13 al 15 de febrero de 2009 | Fecha 2 - 13 al 15 de febrero de 2009 |
| Día                                   | Hora                                  | Equipo local                          | Resultado                             | Equipo visitante                      |
| ------------------------------------- | ------------------------------------- | ------------------------------------- | ------------------------------------- | ------------------------------------- |
| vie                                   | 19:30                                 | Once Caldas                           | 2 - 3                                 | La Equidad                            |
| sab                                   | 18:20                                 | Deportivo Cali                        | 3 - 1                                 | Medellín                              |
| sab                                   | 20:15                                 | Boyacá Chicó                          | 1 - 0                                 | Santa Fe                              |
| dom                                   | 15:30                                 | Tolima                                | 0 - 1                                 | Huila                                 |
| dom                                   | 15:30                                 | Millonarios                           | 1 - 1                                 | Quindío                               |
| dom                                   | 15:30                                 | Cúcuta                                | 0 - 0                                 | Junior                                |
| dom                                   | 15:30                                 | Pasto                                 | 0 - 0                                 | Pereira                               |
| dom                                   | 15:30                                 | Cartagena                             | 2 - 1                                 | Envigado                              |
| dom                                   | 17:00                                 | Atlético Nacional                     | 0 - 2                                 | América de Cali                       |

| Fecha 3 - 18 y 19 de febrero de 2009 | Fecha 3 - 18 y 19 de febrero de 2009 | Fecha 3 - 18 y 19 de febrero de 2009 | Fecha 3 - 18 y 19 de febrero de 2009 | Fecha 3 - 18 y 19 de febrero de 2009 |
| Día                                  | Hora                                 | Equipo local                         | Resultado                            | Equipo visitante                     |
| ------------------------------------ | ------------------------------------ | ------------------------------------ | ------------------------------------ | ------------------------------------ |
| mie                                  | 15:30                                | La Equidad                           | 1 - 3                                | Pasto                                |
| mie                                  | 20:30                                | Santa Fe                             | 3 - 1                                | Huila                                |
| mie                                  | 20:30                                | Envigado                             | 1 - 1                                | Boyacá Chicó                         |
| mie                                  | 20:30                                | América de Cali                      | 1 - 1                                | Once Caldas                          |
| mie                                  | 20:30                                | Junior                               | 3 - 0                                | Atlético Nacional                    |
| mie                                  | 20:30                                | Quindío                              | 0 - 1                                | Cúcuta                               |
| mie                                  | 20:30                                | Tolima                               | 3 - 1                                | Millonarios                          |
| jue                                  | 20:00                                | Medellín                             | 1 - 1                                | Cartagena                            |
| jue                                  | 20:00                                | Pereira                              | 1 - 0                                | Deportivo Cali                       |

| Fecha 4 - 21 y 22 de febrero de 2009 | Fecha 4 - 21 y 22 de febrero de 2009 | Fecha 4 - 21 y 22 de febrero de 2009 | Fecha 4 - 21 y 22 de febrero de 2009 | Fecha 4 - 21 y 22 de febrero de 2009 |
| Día                                  | Hora                                 | Equipo local                         | Resultado                            | Equipo visitante                     |
| ------------------------------------ | ------------------------------------ | ------------------------------------ | ------------------------------------ | ------------------------------------ |
| sab                                  | 16:00                                | Huila                                | 2 - 1                                | Millonarios                          |
| sab                                  | 18:20                                | Once Caldas                          | 1 - 1                                | Junior                               |
| sab                                  | 20:15                                | Santa Fe                             | 1 - 1                                | Envigado                             |
| dom                                  | 15:30                                | Cúcuta                               | 2 - 0                                | Tolima                               |
| dom                                  | 15:30                                | Atlético Nacional                    | 0 - 1                                | Quindío                              |
| dom                                  | 15:30                                | Pasto                                | 1 - 0                                | América de Cali                      |
| dom                                  | 15:30                                | Cartagena                            | 3 - 1                                | Pereira                              |
| dom                                  | 15:30                                | Boyacá Chicó                         | 3 - 2                                | Medellín                             |
| dom                                  | 17:00                                | Deportivo Cali                       | 3 - 0                                | La Equidad                           |

| Fecha 5 - 27 de febrero al 1 de marzo de 2009 | Fecha 5 - 27 de febrero al 1 de marzo de 2009 | Fecha 5 - 27 de febrero al 1 de marzo de 2009 | Fecha 5 - 27 de febrero al 1 de marzo de 2009 | Fecha 5 - 27 de febrero al 1 de marzo de 2009 |
| Día                                           | Hora                                          | Equipo local                                  | Resultado                                     | Equipo visitante                              |
| --------------------------------------------- | --------------------------------------------- | --------------------------------------------- | --------------------------------------------- | --------------------------------------------- |
| vie                                           | 19:30                                         | Quindío                                       | 2 - 1                                         | Once Caldas                                   |
| sab                                           | 18:20                                         | Millonarios                                   | 1 - 0                                         | Cúcuta                                        |
| sab                                           | 20:15                                         | Medellín                                      | 2 - 2                                         | Santa Fe                                      |
| dom                                           | 15:30                                         | Envigado                                      | 2 - 0                                         | Huila                                         |
| dom                                           | 15:30                                         | Pereira                                       | 4 - 0                                         | Boyacá Chicó                                  |
| dom                                           | 15:30                                         | La Equidad                                    | 0 - 0                                         | Cartagena                                     |
| dom                                           | 15:30                                         | Junior                                        | 2 - 0                                         | Pasto                                         |
| dom                                           | 15:30                                         | Tolima                                        | 2 - 1                                         | Atlético Nacional                             |
| dom                                           | 17:00                                         | América de Cali                               | 0 - 1                                         | Deportivo Cali                                |

| Fecha 6 - 5 al 8 de marzo de 2009 | Fecha 6 - 5 al 8 de marzo de 2009 | Fecha 6 - 5 al 8 de marzo de 2009 | Fecha 6 - 5 al 8 de marzo de 2009 | Fecha 6 - 5 al 8 de marzo de 2009 |
| Día                               | Hora                              | Equipo local                      | Resultado                         | Equipo visitante                  |
| --------------------------------- | --------------------------------- | --------------------------------- | --------------------------------- | --------------------------------- |
| jue                               | 20:00                             | Envigado                          | 2 - 1                             | Medellín                          |
| sab                               | 16:00                             | Boyacá Chicó                      | 2 - 0                             | La Equidad                        |
| sab                               | 18:20                             | Deportivo Cali                    | 2 - 1                             | Junior                            |
| sab                               | 20:15                             | Atlético Nacional                 | 1 - 0                             | Millonarios                       |
| dom                               | 15:30                             | Huila                             | 1 - 2                             | Cúcuta                            |
| dom                               | 15:30                             | Once Caldas                       | 2 - 1                             | Tolima                            |
| dom                               | 15:30                             | Pasto                             | 0 - 1                             | Quindío                           |
| dom                               | 15:30                             | Cartagena                         | 1 - 0                             | América de Cali                   |
| dom                               | 17:00                             | Santa Fe                          | 2 - 1                             | Pereira                           |

| Fecha 7 - 14 y 15 de marzo de 2009 | Fecha 7 - 14 y 15 de marzo de 2009 | Fecha 7 - 14 y 15 de marzo de 2009 | Fecha 7 - 14 y 15 de marzo de 2009 | Fecha 7 - 14 y 15 de marzo de 2009 |
| Día                                | Hora                               | Equipo local                       | Resultado                          | Equipo visitante                   |
| ---------------------------------- | ---------------------------------- | ---------------------------------- | ---------------------------------- | ---------------------------------- |
| sab                                | 15:30                              | La Equidad                         | 1 - 0                              | Santa Fe                           |
| sab                                | 18:20                              | Quindío                            | 0 - 1                              | Deportivo Cali                     |
| sab                                | 20:15                              | América de Cali                    | 1 - 1                              | Boyacá Chicó                       |
| dom                                | 15:30                              | Medellín                           | 2 - 1                              | Huila                              |
| dom                                | 15:30                              | Pereira                            | 4 - 2                              | Envigado                           |
| dom                                | 15:30                              | Junior                             | 0 - 2                              | Cartagena                          |
| dom                                | 15:30                              | Tolima                             | 2 - 0                              | Pasto                              |
| dom                                | 15:30                              | Cúcuta                             | 2 - 2                              | Atlético Nacional                  |
| dom                                | 17:00                              | Millonarios                        | 1 - 1                              | Once Caldas                        |

| Fecha 8 - 18 y 19 de marzo de 2009 | Fecha 8 - 18 y 19 de marzo de 2009 | Fecha 8 - 18 y 19 de marzo de 2009 | Fecha 8 - 18 y 19 de marzo de 2009 | Fecha 8 - 18 y 19 de marzo de 2009 |
| Día                                | Hora                               | Equipo local                       | Resultado                          | Equipo visitante                   |
| ---------------------------------- | ---------------------------------- | ---------------------------------- | ---------------------------------- | ---------------------------------- |
| mie                                | 20:30                              | Huila                              | 3 - 3                              | Atlético Nacional                  |
| mie                                | 20:30                              | Once Caldas                        | 2 - 0                              | Cúcuta                             |
| mie                                | 20:30                              | Pasto                              | 0 - 0                              | Millonarios                        |
| mie                                | 20:30                              | Deportivo Cali                     | 0 - 1                              | Tolima                             |
| mie                                | 20:30                              | Cartagena                          | 2 - 2                              | Quindío                            |
| mie                                | 20:30                              | Santa Fe                           | 1 - 0                              | América de Cali                    |
| mie                                | 20:30                              | Envigado                           | 1 - 0                              | La Equidad                         |
| jue                                | 20:00                              | Boyacá Chicó                       | 0 - 0                              | Junior                             |
| jue                                | 20:00                              | Medellín                           | 3 - 0                              | Pereira                            |

| Fecha 9 - 21 y 22 de marzo de 2009 | Fecha 9 - 21 y 22 de marzo de 2009 | Fecha 9 - 21 y 22 de marzo de 2009 | Fecha 9 - 21 y 22 de marzo de 2009 | Fecha 9 - 21 y 22 de marzo de 2009 |
| Día                                | Hora                               | Equipo local                       | Resultado                          | Equipo visitante                   |
| ---------------------------------- | ---------------------------------- | ---------------------------------- | ---------------------------------- | ---------------------------------- |
| sab                                | 18:20                              | Millonarios                        | 1 - 1                              | Santa Fe                           |
| dom                                | 15:30                              | Cúcuta                             | 1 - 0                              | Envigado                           |
| dom                                | 15:30                              | Atlético Nacional                  | 0 - 0                              | Medellín                           |
| dom                                | 15:30                              | Once Caldas                        | 0 - 0                              | Pereira                            |
| dom                                | 15:30                              | Pasto                              | 0 - 1                              | La Equidad                         |
| dom                                | 15:30                              | Boyacá Chicó                       | 2 - 2                              | Quindío                            |
| dom                                | 15:30                              | Huila                              | 0 - 2                              | Tolima                             |
| dom                                | 17:00                              | Deportivo Cali                     | 1 - 1                              | América de Cali                    |
| dom                                | 17:00                              | Cartagena                          | 0 - 2                              | Junior                             |

| Fecha 10 - 3 de abril al 5 de abril de 2009 | Fecha 10 - 3 de abril al 5 de abril de 2009 | Fecha 10 - 3 de abril al 5 de abril de 2009 | Fecha 10 - 3 de abril al 5 de abril de 2009 | Fecha 10 - 3 de abril al 5 de abril de 2009 |
| Día                                         | Hora                                        | Equipo local                                | Resultado                                   | Equipo visitante                            |
| ------------------------------------------- | ------------------------------------------- | ------------------------------------------- | ------------------------------------------- | ------------------------------------------- |
| vie                                         | 19:30                                       | Quindío                                     | 2 - 0                                       | Boyacá Chicó                                |
| sab                                         | 18:20                                       | Junior                                      | 3 - 1                                       | Santa Fe                                    |
| sab                                         | 20:30                                       | Atlético Nacional                           | 0 - 2                                       | Once Caldas                                 |
| dom                                         | 15:30                                       | Pereira                                     | 3 - 1                                       | Huila                                       |
| dom                                         | 15:30                                       | La Equidad                                  | 1 - 0                                       | Medellín                                    |
| dom                                         | 15:30                                       | América de Cali                             | 4 - 0                                       | Envigado                                    |
| dom                                         | 15:30                                       | Tolima                                      | 2 - 1                                       | Cartagena                                   |
| dom                                         | 15:30                                       | Cúcuta                                      | 1 - 0                                       | Pasto                                       |
| dom                                         | 17:00                                       | Millonarios                                 | 1 - 0                                       | Deportivo Cali                              |

| Fecha 11 - 11 y 12 de abril de 2009 | Fecha 11 - 11 y 12 de abril de 2009 | Fecha 11 - 11 y 12 de abril de 2009 | Fecha 11 - 11 y 12 de abril de 2009 | Fecha 11 - 11 y 12 de abril de 2009 |
| Día                                 | Hora                                | Equipo local                        | Resultado                           | Equipo visitante                    |
| ----------------------------------- | ----------------------------------- | ----------------------------------- | ----------------------------------- | ----------------------------------- |
| sab                                 | 16:00                               | Envigado                            | 3 - 2                               | Junior                              |
| sab                                 | 18:20                               | Deportivo Cali                      | 0 - 0                               | Cúcuta                              |
| sab                                 | 20:15                               | Huila                               | 0 - 0                               | Once Caldas                         |
| dom                                 | 15:30                               | Pasto                               | 1 - 1                               | Atlético Nacional                   |
| dom                                 | 15:30                               | Cartagena                           | 0 - 0                               | Millonarios                         |
| dom                                 | 15:30                               | Boyacá Chicó                        | 1 - 1                               | Tolima                              |
| dom                                 | 15:30                               | Medellín                            | 1 - 3                               | América de Cali                     |
| dom                                 | 15:30                               | Pereira                             | 3 - 5                               | La Equidad                          |
| dom                                 | 17:00                               | Santa Fe                            | 2 - 3                               | Quindío                             |

| Fecha 12 - 18 y 19 de abril de 2009 | Fecha 12 - 18 y 19 de abril de 2009 | Fecha 12 - 18 y 19 de abril de 2009 | Fecha 12 - 18 y 19 de abril de 2009 | Fecha 12 - 18 y 19 de abril de 2009 |
| Día                                 | Hora                                | Equipo local                        | Resultado                           | Equipo visitante                    |
| ----------------------------------- | ----------------------------------- | ----------------------------------- | ----------------------------------- | ----------------------------------- |
| sab                                 | 16:00                               | América de Cali                     | 1 - 0                               | Pereira                             |
| sab                                 | 18:20                               | Junior                              | 2 - 1                               | Medellín                            |
| sab                                 | 20:15                               | Tolima                              | 2 - 0                               | Santa Fe                            |
| dom                                 | 15:30                               | La Equidad                          | 0 - 0                               | Huila                               |
| dom                                 | 15:30                               | Quindío                             | 0 - 1                               | Envigado                            |
| dom                                 | 15:30                               | Cúcuta                              | 2 - 0                               | Cartagena                           |
| dom                                 | 15:30                               | Atlético Nacional                   | 1 - 2                               | Deportivo Cali                      |
| dom                                 | 15:30                               | Once Caldas                         | 1 - 1                               | Pasto                               |
| dom                                 | 17:00                               | Millonarios                         | 0 - 1                               | Boyacá Chicó                        |

| Fecha 13 - 25 y 26 de abril de 2009 | Fecha 13 - 25 y 26 de abril de 2009 | Fecha 13 - 25 y 26 de abril de 2009 | Fecha 13 - 25 y 26 de abril de 2009 | Fecha 13 - 25 y 26 de abril de 2009 |
| Día                                 | Hora                                | Equipo local                        | Resultado                           | Equipo visitante                    |
| ----------------------------------- | ----------------------------------- | ----------------------------------- | ----------------------------------- | ----------------------------------- |
| sab                                 | 15:30                               | Boyacá Chicó                        | 4 - 0                               | Cúcuta                              |
| sab                                 | 18:20                               | Santa Fe                            | 1 - 1                               | Millonarios                         |
| dom                                 | 15:30                               | Huila                               | 2 - 0                               | Pasto                               |
| dom                                 | 15:30                               | Cartagena                           | 1 - 0                               | Atlético Nacional                   |
| dom                                 | 15:30                               | Medellín                            | 1 - 4                               | Quindío                             |
| dom                                 | 15:30                               | La Equidad                          | 3 - 0                               | América de Cali                     |
| dom                                 | 15:30                               | Pereira                             | 1 - 3                               | Junior                              |
| dom                                 | 17:00                               | Deportivo Cali                      | 2 - 1                               | Once Caldas                         |
| dom                                 | 17:00                               | Envigado                            | 1 - 0                               | Tolima                              |

| Fecha 14 - 29 de abril de 2009 | Fecha 14 - 29 de abril de 2009 | Fecha 14 - 29 de abril de 2009 | Fecha 14 - 29 de abril de 2009 | Fecha 14 - 29 de abril de 2009 |
| Día                            | Hora                           | Equipo local                   | Resultado                      | Equipo visitante               |
| ------------------------------ | ------------------------------ | ------------------------------ | ------------------------------ | ------------------------------ |
| 22/4                           | 20:30                          | Atlético Nacional              | 2 - 1                          | Boyacá Chicó                   |
| mie                            | 20:30                          | América de Cali                | 2 - 3                          | Huila                          |
| mie                            | 20:30                          | Junior                         | 1 - 1                          | La Equidad                     |
| mie                            | 20:30                          | Quindío                        | 0 - 2                          | Pereira                        |
| mie                            | 20:30                          | Tolima                         | 1 - 0                          | Medellín                       |
| mie                            | 20:30                          | Millonarios                    | 0 - 1                          | Envigado                       |
| mie                            | 20:30                          | Cúcuta                         | 2 - 1                          | Santa Fe                       |
| mie                            | 20:30                          | Once Caldas                    | 3 - 0                          | Cartagena                      |
| mie                            | 20:30                          | Pasto                          | 1 - 0                          | Deportivo Cali                 |

| Fecha 15 - 2 y 3 de mayo de 2009 | Fecha 15 - 2 y 3 de mayo de 2009 | Fecha 15 - 2 y 3 de mayo de 2009 | Fecha 15 - 2 y 3 de mayo de 2009 | Fecha 15 - 2 y 3 de mayo de 2009 |
| Día                              | Hora                             | Equipo local                     | Resultado                        | Equipo visitante                 |
| -------------------------------- | -------------------------------- | -------------------------------- | -------------------------------- | -------------------------------- |
| sab                              | 16:00                            | Medellín                         | 1 - 1                            | Millonarios                      |
| sab                              | 18:20                            | Santa Fe                         | 1 - 1                            | Atlético Nacional                |
| sab                              | 20:15                            | América de Cali                  | 3 - 0                            | Junior                           |
| dom                              | 15:30                            | Cartagena                        | 2 - 1                            | Pasto                            |
| dom                              | 15:30                            | Boyacá Chicó                     | 1 - 0                            | Once Caldas                      |
| dom                              | 15:30                            | Envigado                         | 1 - 0                            | Cúcuta                           |
| dom                              | 15:30                            | La Equidad                       | 2 - 1                            | Quindío                          |
| dom                              | 15:30                            | Pereira                          | 2 - 0                            | Tolima                           |
| dom                              | 17:00                            | Huila                            | 1 - 0                            | Deportivo Cali                   |

| Fecha 16 - 9 y 10 de mayo de 2009 | Fecha 16 - 9 y 10 de mayo de 2009 | Fecha 16 - 9 y 10 de mayo de 2009 | Fecha 16 - 9 y 10 de mayo de 2009 | Fecha 16 - 9 y 10 de mayo de 2009 |
| Día                               | Hora                              | Equipo local                      | Resultado                         | Equipo visitante                  |
| --------------------------------- | --------------------------------- | --------------------------------- | --------------------------------- | --------------------------------- |
| sab                               | 18:20                             | Quindío                           | 2 - 0                             | América de Cali                   |
| sab                               | 19:15                             | Atlético Nacional                 | 1 - 1                             | Envigado                          |
| sab                               | 20:15                             | Junior                            | 4 - 0                             | Huila                             |
| sab                               | 20:15                             | Deportivo Cali                    | 2 - 1                             | Cartagena                         |
| sab                               | 20:15                             | Tolima                            | 1 - 0                             | La Equidad                        |
| sab                               | 20:15                             | Millonarios                       | 2 - 3                             | Pereira                           |
| sab                               | 20:15                             | Once Caldas                       | 3 - 0                             | Santa Fe                          |
| sab                               | 20:15                             | Pasto                             | 0 - 1                             | Boyacá Chicó                      |
| dom                               | 15:30                             | Cúcuta                            | 1 - 0                             | Medellín                          |

| Fecha 17 - 13 de mayo de 2009 | Fecha 17 - 13 de mayo de 2009 | Fecha 17 - 13 de mayo de 2009 | Fecha 17 - 13 de mayo de 2009 | Fecha 17 - 13 de mayo de 2009 |
| Día                           | Hora                          | Equipo local                  | Resultado                     | Equipo visitante              |
| ----------------------------- | ----------------------------- | ----------------------------- | ----------------------------- | ----------------------------- |
| mie                           | 15:30                         | La Equidad                    | 1 - 1                         | Millonarios                   |
| mie                           | 20:00                         | Medellín                      | 1 - 2                         | Atlético Nacional             |
| mie                           | 20:30                         | Huila                         | 3 - 1                         | Cartagena                     |
| mie                           | 20:30                         | América de Cali               | 3 - 1                         | Tolima                        |
| mie                           | 20:30                         | Pereira                       | 0 - 1                         | Cúcuta                        |
| mie                           | 20:30                         | Boyacá Chicó                  | 1 - 1                         | Deportivo Cali                |
| mie                           | 20:30                         | Santa Fe                      | 1 - 0                         | Pasto                         |
| mie                           | 20:30                         | Envigado                      | 1 - 1                         | Once Caldas                   |
| mie                           | 20:30                         | Junior                        | 4 - 1                         | Quindío                       |

| Fecha 18 - 16 y 17 de mayo de 2009 | Fecha 18 - 16 y 17 de mayo de 2009 | Fecha 18 - 16 y 17 de mayo de 2009 | Fecha 18 - 16 y 17 de mayo de 2009 | Fecha 18 - 16 y 17 de mayo de 2009 |
| Día                                | Hora                               | Equipo local                       | Resultado                          | Equipo visitante                   |
| ---------------------------------- | ---------------------------------- | ---------------------------------- | ---------------------------------- | ---------------------------------- |
| sab                                | 18:20                              | Tolima                             | 1 - 0                              | Junior                             |
| dom                                | 15:30                              | Quindío                            | 0 - 2                              | Huila                              |
| dom                                | 15:30                              | Millonarios                        | 3 - 1                              | América de Cali                    |
| dom                                | 15:30                              | Cúcuta                             | 0 - 0                              | La Equidad                         |
| dom                                | 15:30                              | Atlético Nacional                  | 1 - 1                              | Pereira                            |
| dom                                | 15:30                              | Cartagena                          | 6 - 3                              | Boyacá Chicó                       |
| dom                                | 15:30                              | Pasto                              | 3 - 0                              | Envigado                           |
| dom                                | 15:30                              | Once Caldas                        | 1 - 0                              | Medellín                           |
| dom                                | 15:30                              | Deportivo Cali                     | 2 - 2                              | Santa Fe                           |

## Cuadrangulares semifinales
La segunda fase del Torneo Apertura 2009 consistió en los cuadrangulares semifinales. Estos los disputaron los ocho mejores equipos del torneo distribuidos en dos grupos de cuatro equipos. Los dos primeros de la fase todos contra todos (Deportes Tolima y Junior) son cabeza de los grupos A y B, respectivamente, mientras que los seis restantes entrarán en sorteo entre sí según su posición para integrar los dos grupos. (Cúcuta Deportivo con Boyacá Chicó, Deportivo Cali con La Equidad, y Envigado F. C. con Once Caldas). Los ganadores de cada grupo de los cuadrangulares se enfrentan en la gran final para definir al campeón.

### Grupo A
| Pos | Equipo          | Pts | PJ | PG | PE | PP | GF | GC | Dif |
| --- | --------------- | --- | -- | -- | -- | -- | -- | -- | --- |
| 1.  | Once Caldas     | 10  | 6  | 3  | 1  | 2  | 11 | 10 | 1   |
| 2.  | La Equidad      | 9   | 6  | 2  | 3  | 1  | 5  | 4  | 1   |
| 3.  | Deportes Tolima | 8   | 6  | 2  | 2  | 2  | 4  | 4  | 0   |
| 4.  | Boyacá Chicó    | 5   | 6  | 1  | 2  | 3  | 4  | 6  | -2  |

 Pts=Puntos; PJ=Partidos jugados; G=Partidos ganados; E=Partidos empatados; P=Partidos perdidos; GF=Goles a favor; GC=Goles en contra; DIF=Diferencia de gol
| Fecha 1 - 24 de mayo de 2009 | Fecha 1 - 24 de mayo de 2009 | Fecha 1 - 24 de mayo de 2009 | Fecha 1 - 24 de mayo de 2009 | Fecha 1 - 24 de mayo de 2009 |
| Día                          | Hora                         | Equipo local                 | Resultado                    | Equipo visitante             |
| ---------------------------- | ---------------------------- | ---------------------------- | ---------------------------- | ---------------------------- |
| dom                          | 15:30                        | Once Caldas                  | 2 - 1                        | Boyacá Chicó                 |
| dom                          | 17:00                        | Tolima                       | 0 - 0                        | La Equidad                   |

| Fecha 2 - 27 de mayo de 2009 | Fecha 2 - 27 de mayo de 2009 | Fecha 2 - 27 de mayo de 2009 | Fecha 2 - 27 de mayo de 2009 | Fecha 2 - 27 de mayo de 2009 |
| Día                          | Hora                         | Equipo local                 | Resultado                    | Equipo visitante             |
| ---------------------------- | ---------------------------- | ---------------------------- | ---------------------------- | ---------------------------- |
| mie                          | 15:30                        | La Equidad                   | 1 - 1                        | Once Caldas                  |
| mie                          | 20:30                        | Boyacá Chicó                 | 0 - 0                        | Tolima                       |

| Fecha 3 - 30 y 31 de mayo de 2009 | Fecha 3 - 30 y 31 de mayo de 2009 | Fecha 3 - 30 y 31 de mayo de 2009 | Fecha 3 - 30 y 31 de mayo de 2009 | Fecha 3 - 30 y 31 de mayo de 2009 |
| Día                               | Hora                              | Equipo local                      | Resultado                         | Equipo visitante                  |
| --------------------------------- | --------------------------------- | --------------------------------- | --------------------------------- | --------------------------------- |
| sab                               | 18:20                             | Tolima                            | 3 - 1                             | Once Caldas                       |
| dom                               | 15:30                             | La Equidad                        | 0 - 0                             | Boyacá Chicó                      |

| Fecha 4 - 13 de junio de 2009 | Fecha 4 - 13 de junio de 2009 | Fecha 4 - 13 de junio de 2009 | Fecha 4 - 13 de junio de 2009 | Fecha 4 - 13 de junio de 2009 |
| Día                           | Hora                          | Equipo local                  | Resultado                     | Equipo visitante              |
| ----------------------------- | ----------------------------- | ----------------------------- | ----------------------------- | ----------------------------- |
| sab                           | 18:20                         | Once Caldas                   | 2 - 0                         | Tolima                        |
| sab                           | 20:15                         | Boyacá Chicó                  | 1 - 0                         | La Equidad                    |

| Fecha 5 - 17 de junio de 2009 | Fecha 5 - 17 de junio de 2009 | Fecha 5 - 17 de junio de 2009 | Fecha 5 - 17 de junio de 2009 | Fecha 5 - 17 de junio de 2009 |
| Día                           | Hora                          | Equipo local                  | Resultado                     | Equipo visitante              |
| ----------------------------- | ----------------------------- | ----------------------------- | ----------------------------- | ----------------------------- |
| mie                           | 20:30                         | Once Caldas                   | 2 - 3                         | La Equidad                    |
| mie                           | 20:30                         | Tolima                        | 1 - 0                         | Boyacá Chicó                  |

| Fecha 6 - 21 de junio de 2009 | Fecha 6 - 21 de junio de 2009 | Fecha 6 - 21 de junio de 2009 | Fecha 6 - 21 de junio de 2009 | Fecha 6 - 21 de junio de 2009 |
| Día                           | Hora                          | Equipo local                  | Resultado                     | Equipo visitante              |
| ----------------------------- | ----------------------------- | ----------------------------- | ----------------------------- | ----------------------------- |
| dom                           | 15:00                         | La Equidad                    | 1 - 0                         | Tolima                        |
| dom                           | 15:00                         | Boyacá Chicó                  | 2 - 3                         | Once Caldas                   |

### Grupo B
| Pos | Equipo           | Pts | PJ | PG | PE | PP | GF | GC | Dif |
| --- | ---------------- | --- | -- | -- | -- | -- | -- | -- | --- |
| 1.  | Junior           | 9   | 6  | 2  | 3  | 1  | 11 | 6  | 5   |
| 2.  | Deportivo Cali   | 9   | 6  | 2  | 3  | 1  | 8  | 7  | 1   |
| 3.  | Cúcuta Deportivo | 6   | 6  | 1  | 3  | 2  | 6  | 9  | -3  |
| 4.  | Envigado F. C.   | 6   | 6  | 1  | 3  | 2  | 5  | 8  | -3  |

 Pts=Puntos; PJ=Partidos jugados; G=Partidos ganados; E=Partidos empatados; P=Partidos perdidos; GF=Goles a favor; GC=Goles en contra; DIF=Diferencia de gol
| Fecha 1 - 23 de mayo de 2009 | Fecha 1 - 23 de mayo de 2009 | Fecha 1 - 23 de mayo de 2009 | Fecha 1 - 23 de mayo de 2009 | Fecha 1 - 23 de mayo de 2009 |
| Día                          | Hora                         | Equipo local                 | Resultado                    | Equipo visitante             |
| ---------------------------- | ---------------------------- | ---------------------------- | ---------------------------- | ---------------------------- |
| sab                          | 18:20                        | Junior                       | 2 - 2                        | Deportivo Cali               |
| sab                          | 20:15                        | Cúcuta                       | 1 - 1                        | Envigado                     |

| Fecha 2 - 27 de mayo de 2009 | Fecha 2 - 27 de mayo de 2009 | Fecha 2 - 27 de mayo de 2009 | Fecha 2 - 27 de mayo de 2009 | Fecha 2 - 27 de mayo de 2009 |
| Día                          | Hora                         | Equipo local                 | Resultado                    | Equipo visitante             |
| ---------------------------- | ---------------------------- | ---------------------------- | ---------------------------- | ---------------------------- |
| mie                          | 19:00                        | Deportivo Cali               | 1 - 2                        | Cúcuta                       |
| mie                          | 20:45                        | Envigado                     | 1 - 0                        | Junior                       |

| Fecha 3 - 30 y 31 de mayo de 2009 | Fecha 3 - 30 y 31 de mayo de 2009 | Fecha 3 - 30 y 31 de mayo de 2009 | Fecha 3 - 30 y 31 de mayo de 2009 | Fecha 3 - 30 y 31 de mayo de 2009 |
| Día                               | Hora                              | Equipo local                      | Resultado                         | Equipo visitante                  |
| --------------------------------- | --------------------------------- | --------------------------------- | --------------------------------- | --------------------------------- |
| sab                               | 20:15                             | Cúcuta                            | 1 - 1                             | Junior                            |
| dom                               | 18:00                             | Envigado                          | 0 - 0                             | Deportivo Cali                    |

| Fecha 4 - 14 de junio de 2009 | Fecha 4 - 14 de junio de 2009 | Fecha 4 - 14 de junio de 2009 | Fecha 4 - 14 de junio de 2009 | Fecha 4 - 14 de junio de 2009 |
| Día                           | Hora                          | Equipo local                  | Resultado                     | Equipo visitante              |
| ----------------------------- | ----------------------------- | ----------------------------- | ----------------------------- | ----------------------------- |
| dom                           | 15:00                         | Junior                        | 3 - 0                         | Cúcuta                        |
| dom                           | 17:00                         | Deportivo Cali                | 2 - 1                         | Envigado                      |

| Fecha 5 - 17 de junio de 2009 | Fecha 5 - 17 de junio de 2009 | Fecha 5 - 17 de junio de 2009 | Fecha 5 - 17 de junio de 2009 | Fecha 5 - 17 de junio de 2009 |
| Día                           | Hora                          | Equipo local                  | Resultado                     | Equipo visitante              |
| ----------------------------- | ----------------------------- | ----------------------------- | ----------------------------- | ----------------------------- |
| mie                           | 20:30                         | Junior                        | 3 - 0                         | Envigado                      |
| mie                           | 20:30                         | Cúcuta                        | 0 - 1                         | Deportivo Cali                |

| Fecha 6 - 21 de junio de 2009 | Fecha 6 - 21 de junio de 2009 | Fecha 6 - 21 de junio de 2009 | Fecha 6 - 21 de junio de 2009 | Fecha 6 - 21 de junio de 2009 |
| Día                           | Hora                          | Equipo local                  | Resultado                     | Equipo visitante              |
| ----------------------------- | ----------------------------- | ----------------------------- | ----------------------------- | ----------------------------- |
| dom                           | 15:30                         | Envigado                      | 2 - 2                         | Cúcuta                        |
| dom                           | 17:00                         | Deportivo Cali                | 2 - 2                         | Junior                        |

## Final
La final se disputó a partidos de ida y vuelta los días 24 y 28 de junio. El ganador obtiene el primer título de campeón de 2009 y un cupo para la fase de grupos de la Copa Libertadores 2010.
| Fecha                                                        | Ciudad       | Hora  | Equipo local | Resultado | Equipo visitante |
| ------------------------------------------------------------ | ------------ | ----- | ------------ | --------- | ---------------- |
| 24 de junio                                                  | Manizales    | 21:00 | Once Caldas  | 2 - 1     | Junior           |
| 28 de junio                                                  | Barranquilla | 17:00 | Junior       | 1 - 3     | Once Caldas      |
| Once Caldas se corona campeón con el marcador global de 5-2. |              |       |              |           |                  |

|                                 |
| Bandera de Colombia             |
| Campeón Once Caldas 3.er título |

## Goleadores
- Actualizado el 28 de junio de 2009.[24]

| Jugador           | Equipo           | Goles |
| ----------------- | ---------------- | ----- |
| Teófilo Gutiérrez | Junior           | 16    |
| Johan Fano        | Once Caldas      | 13    |
| Pablo Batalla     | Deportivo Cali   | 10    |
| Roberto Gamarra   | Cúcuta Deportivo | 10    |
| Wilson Carpintero | La Equidad       | 9     |